# Eilema pauliani
Eilema pauliani là một loài bướm đêm thuộc phân họ Arctiinae, họ Erebidae.